# Isopogon tridens
Isopogon tridens är en tvåhjärtbladig växtart som beskrevs av F. Müll.. Isopogon tridens ingår i släktet Isopogon och familjen Proteaceae. Inga underarter finns listade i Catalogue of Life.